# Ståndare m/1906
Ståndare m/1906 var en ståndare som användes inom försvarsmakten.

## Utseende
Denna ståndare av 1906 års modell var 13 cm lång varav den nedre delen, som var av ljusblått ullgarn, utgör 7 cm samt den övre delen, vilken var av gulddragarbete, var 6 cm lång. Där ståndaren var som störst hade den diametern 4,5 cm och där den var som minst hade den diametern 1,5 cm.

## Användning
Denna ståndare bars av hela armén till hatt m/1906 och räknas därför till Uniform m/1906.